# Тюфякин, Василий Васильевич
Князь Василий Васильевич Тюфякин († 08 августа 1595) — наместник и воевода в правление Ивана Грозного и Фёдора Иоанновича.
Рюрикович в XXI колене, сын дмитровского дворянина князя Василия Борисовича Тюфяки Оболенского. Братья — князья Михаил, Фёдор, Семён и Никита.

## Биография
28 апреля 1555 года присутствовал на свадьбе удельного князя Владимира Андреевича Старицкого (двоюродного брата царя Ивана Грозного) с Евдокией Романовной Одоевской.
1 декабря 1571 года приказано ехать в Казань для сбора казанских князей, татар, черемис и мордву и, собрав, спешить в Новгород. В 1574 году — наместник в Ругодиве и воевода левой руки в походе под Пернов. В 1575-1576 годах — воевода в Пронске и велено ему из Пронска по сбору войск примкнуть к Большому полку и следовать к Колывани. Московский дворянин (1577).
В 1580 году — в походе во Псков с царем Иваном Грозным — третий воевода левой руки. Местничал с Романом Бутурлиным (1580). В 1582 году — годовал во Пскове одним из воевод, в 1583 году — второй воевода сторожевого полка в Новгороде. В 1586 году во время одного из нападений татар у Столпина был 1-м воеводой сторожевого полка.
В 1584 году послан с разрядными росписями в Муром, в том же году был одним из воевод в Смоленске. В 1586 году — в шведском походе 2-й воевода у наряда. При нападении татар у Столпина 1-й воевода сторожевого полка (1586).
В феврале 1588 года назначен вторым воеводой первого полка в главную рать, но по местническим счетам отставлен и 4 апреля велено ему ехать в Астрахань 3-м воеводой для обороны против турок, но здесь снова местничал с князем Петром Хворостининым, и царь велел посадить его в Астрахани в «татиную» тюрьму на четыре недели. В апреле 1592 года — второй воевода передового полка на Туле, в июле 1592 года — при сходе войска в Новосили был вторым воеводой большого полка.
В 1595 году отправлен послом в Персию к шаху Аббасу Великому, но дорогой скончался.
Единственный сын — князь Григорий Васильевич Тюфякин, стряпчий, стольник и воевода.

## Критика
Историки не приходят к единому мнению, о том, кто произносил речь при насильственном пострижении царя Василия IV Ивановича Шуйского. Авраам Палицын и Николай Михайлович Карамзин, приписывают это князю Василию Туренину.  Никоновская летопись и за ней Сергей Михайлович Соловьёв приписывают это князю Василию Тюфякину, не называя отчества. Павел Михайлович Строев же, в указателях к трудам Карамзина, прямо указывает на князя  Василия Васильевича Тюфякина, что несправедливо, как последний умер († 1595). Внук же его, тоже князь Василий Васильевич Тюфякин, на время пострижения царя был ещё молод (1610), что не мог принять участие в таком важном мероприятии. Если Никоновская летопись не ошибается, что это князь Василий Тюфякин, то это должен быть князь Василий Михайлович Тюфякин, племянник князя Василия Васильевича и никто другой.